# Klosterweg (Wertheim)
Klosterweg ist ein Wohnplatz auf der Gemarkung der Wertheimer Ortschaft Urphar im Main-Tauber-Kreis in Baden-Württemberg.

## Geographie
Klosterweg befindet sich etwa 1,5 Kilometer südlich von Urphar. Die Gemarkung wird durch den Steppbachsgraben entwässert.

## Geschichte
Seit dem 1. Januar 1973 liegt Klosterweg im Main-Tauber-Kreis, da mit der Kreisreform der Landkreis Tauberbischofsheim im neu gebildeten Main-Tauber-Kreis aufging. Der Wohnplatz kam als Teil der ehemals selbständigen Gemeinde Urphar am 1. Januar 1972 zur Stadt Wertheim.

## Kulturdenkmale
Kulturdenkmale in der Nähe des Wohnplatzes sind in der Liste der Kulturdenkmale in Wertheim verzeichnet.

## Verkehr
Der Ort ist über eine in Urphar beginnende Straße sowie über eine von der K 2822 abzweigende Straße zu erreichen. Vor Ort befindet sich die Straße Am Klosterweg.